# وینگیشته
وینگیشته (به صربی: Vinjište) یک منطقهٔ مسکونی در صربستان است که در Stanovo واقع شده‌است. وینگیشته ۴۱۲ نفر جمعیت دارد.